# Parco nazionale Ängsö

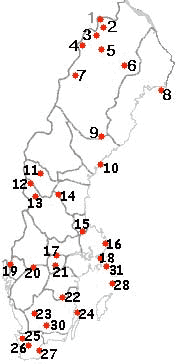
Su questa mappa dei parchi nazionali della Svezia il parco nazionale Ängsö è il numero 16

Il parco nazionale Ängsö è un parco nazionale della Svezia, nella contea di Stoccolma. 

## Storia
È stato istituito nel 1909 e poi ampliato nel 1988. Lo scopo del parco era ed è quello di preservare un territorio agricolo tipico del XIX secolo, con il suo patrimonio culturale e ambientale.
Oggi occupa una superficie di 168 ha, di cui 93 ha sono ricoperti di acqua.

## Flora

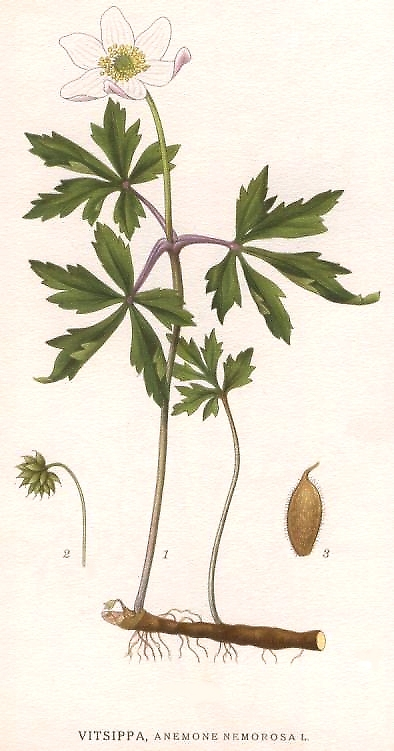
Anemone nemorosa
illustrazione di
Carl Axel Magnus Lindman
(1856-1928)
«Bilder ur Nordens Flora»
Stoccolma

Tra gli alberi del parco prevalgono la quercia, il frassino, l'acero e la betulla. La foresta di conifere occupa un terzo della superficie del parco nazionale: è una foresta vergine ottimamente conservata. All'interno del parco in primavera si incontrano le fioriture di numerose specie spontanee, tra cui quelle di numerose piante rare, come l'anemone dei boschi (Anemone nemorosa). .

## Fauna
Di notevole varietà l'avifauna .